# Herzogiella cylindricarpa
Herzogiella cylindricarpa là một loài Rêu trong họ Hypnaceae. Loài này được (Cardot) Z. Iwats. mô tả khoa học đầu tiên năm 1970.